# Междоусобная война на Руси (1146—1154)
Междоусобная война на Руси (1146—1154) — борьба за власть в Киевском и других княжествах, от смерти Всеволода Ольговича до смерти Изяслава Мстиславича. Основным соперником Изяслава выступал младший брат его отца, Юрий Долгорукий, который, хотя и имел преимущественное право наследования перед племянником, смог окончательно утвердиться в Киеве только после его смерти (и смерти Вячеслава Владимировича, своего старшего брата).

## Предшествующие события
Более ранняя фаза противоборства относилась к 1130-м годам и имела место по причине соглашения между Мстиславом Великим и Ярополком Владимировичем о передаче переяславского княжения после смерти Мстислава его сыну в нарушение прав младших Мономаховичей. Аналогичное соглашение существовало между Вячеславом Владимировичем и младшими Мономаховичами относительно наследования их уделов (Волыни и Суздаля) их сыновьями.
В 1127 году Мстислав Великий не восстановил на черниговском княжении Ярослава Святославича, изгнанного зятем Мстислава Всеволодом Ольговичем, за что Всеволод отдал Мстиславу Курск.
В 1139 году на киевском княжении умер Ярополк Владимирович, при котором Ольговичи, воспользовавшись конфликтом между младшими Мономаховичами и Мстиславичами и выступив на стороне последних, смогли вернуть себе Курское княжество. Приехавший в Киев следующий по старшинству Мономахович Вячеслав был изгнан Всеволодом Ольговичем Черниговским, при этом Давыдовичи Владимир и Изяслав получили черниговские земли. Младшие Ольговичи, владевшие Новгород-Северским княжеством, попытались овладеть Переяславлем, но безуспешно.
Юрий Долгорукий, чей сын Ростислав княжил в Новгороде, попытался поднять новгородцев в поход на юг против Всеволода, но поддержан не был. Тогда Юрий впервые в истории внутренних войн на Руси захватил Торжок. Новгородцы вновь призвали на княжение Святослава Ольговича, затем Святослава Всеволодовича, но вскоре Всеволод Ольгович, опасаясь возвращения в Новгород Ростислава Юрьевича, согласился на предложение Изяслава Мстиславича и направил в Новгород Святополка Мстиславича (1142).

## Княжение Изяслава в Киеве (1146—1149)
В 1146 году Всеволод Ольгович умер, завещав княжение своему брату Игорю, что вызвало недовольство киевлян, и они призвали на княжение Изяслава Мстиславича. В августе 1146 года под Киевом у Надова озера Ольговичи и Давыдовичи были разбиты и бежали в Чернигов, Игорь попал в плен. Вячеслав Владимирович воспринял изгнание Ольговичей из Киева как восстановление своих прав, и отдал волынский престол, освободившийся после отъезда Святослава Всеволодовича, своему племяннику Владимиру Андреевичу. Изяслав в ответ не только завладел Волынью, но и посадил вместо Вячеслава в Туров своего сына Ярослава (старший, Мстислав, был посажен в Переяславле).
Давыдовичи, опасаясь ответных действий Изяслава, заключили с ним союз против Святослава Ольговича, заявив свои претензии на Новгород-Северское княжество. Тогда Святослав обратился за помощью к Юрию Долгорукому, прося помочь освободить брата и обещая за это признать его старшинство. Юрий Долгорукий обещал помощь, уведомив Святослава, что тот может начинать боевые действия.
Пока Святослав собирал войско, Давыдовичи вторглись в северскую волость и осадили Новгород-Северский. Вскоре к ним присоединился сын великого князя Мстислав Изяславич с переяславцами и берендеями. Вместе они разорили окрестности и попытались взять штурмом город, но были отбиты его защитниками.
Юрий Долгорукий, задержанный нападением на свои владения муромо-рязанского князя Ростислава Ярославича, действовавшего по просьбе Изяслава, послал на помощь Святославу своего сына Ивана с войском (декабрь 1146). Обрадованный Святослав отдал Ивану половину своей волости: Курск и города по Сейму. В то же время стало известно, что к Новгороду-Северскому движется большое войско великого князя.
Святослав отступил к Карачеву (в верховьях Оки), взяв с собой жену, детей и супругу Игоря. За беглецом погнался Изяслав Давыдович с 3 тыс. всадников. 16 января 1147 года Святослав с дружиной и половцами атаковал Изяслава недалеко от Карачева и, разметав его войско по лесу, оторвался от преследования. Не дожидаясь подхода основных сил киевского великого князя, Святослав поджёг Карачев и ушёл «за лес» в «Вятичи». Святослав получил в помощь от Юрия 1000 белозёрских латников, но поход против Давыдовичей был прерван из-за внезапной болезни и смерти Ивана Юрьевича (24 февраля 1147).
Однако уже весной Юрий и Святослав провели набеги на земли союзников Изяслава, соответственно на Торжок и на смоленские владения в верховьях Протвы. Вопрос о новгородских данях стал причиной похода Изяслава и его союзников на Суздальщину в 1149 году и был существенным пунктом переговоров между Изяславом и Юрием в ходе дальнейшей войны. После набегов Юрий встретился со Святославом в Москве (4 апреля 1147).
После слуха о сговоре Давыдовичей с Ольговичами Игорь был убит в Киеве (сентябрь 1147), а Давыдовичи вернули Святославу Новгород-Северский, удержав Курск. Святослав получил от Юрия Долгорукого в помощь другого его сына, Глеба, с сильной дружиной, и посадил его в Курске, изгнав оттуда Мстислава Изяславича. Примечательно, что куряне, как позже переяславцы и киевляне, отказались воевать против Мономаховича. В 1148 году Изяслав Мстиславич, обеспокоенный примирением Ольговичей с Давыдовичами, ходил на Чернигов с венграми, против него к Любечу выходили Давыдовичи со Святославом, рязанцами и половцами, Изяслав отступил без битвы. Однако Давыдовичи и Святослав, не получив помощи от Юрия, вынуждены были вступить в союз с Изяславом и согласиться на участие в совместном с ним походе на Суздальщину.
Затем к Изяславу пришёл старший сын Юрия Ростислав, недовольный тем, что отец вступил в союз с Ольговичами и послал его им в помощь против Изяслава (по версии Лаврентьевской летописи), либо что не дал ему волости (по версии Ипатьевской летописи), и получил её от Изяслава, признав его старшинство.
В начале 1149 года Изяслав, оставив в Киеве брата Владимира, организовал поход в суздальские земли смоленских и новгородских войск. Союзники пограбили владения Юрия на Волге и вывели из княжества 7 тысяч пленных. Давыдовичи и Святослав выступили в поход, но участия в конфликте не приняли. Вернувшись в Киев, Изяслав заподозрил Ростислава Юрьевича в заговоре против него и лишил удела. Воспользовавшись этим формальным поводом, Юрий пришёл на юг, соединился со Святославом Ольговичем и половцами и потребовал от Изяслава Переяславль. Изяслав отказался, ему на помощь пришёл Изяслав Давыдович, но битва под Переяславлем была ими проиграна, а киевляне, как и переяславцы, отказались сражаться против Мономаховича Юрия.

## Княжение Юрия в Киеве (1149—1150)
Заняв Киев, Юрий вернул Святославу Курск и отдал Туров. Сыновьям дал: Ростиславу — Переяславль, Андрею — Вышгород, Борису — Белгород, Глебу — Канев, Васильку — Суздаль.
Получив помощь от поляков, венгров и чехов, Изяслав послал звать на киевский стол дядю Вячеслава, угрожая в случае отказа идти на его удел — Пересопницу. Но нападение пруссов на Польшу и угроза Венгрии со стороны галицкого князя Владимира Володаревича (Владимирко) заставили союзников Изяслава удалиться.

## Пересопницкое перемирие
Изяслав был связан родственными узами со многими европейскими дворами. Прибыв во Владимир князь Изяслав Мстиславич вступил в переговоры со своими иноземными родичами — правителями Венгрии, Чехии и Польши. С этого времени война между князьями вышла за рамки внутренней русской междоусобной распри и стала частью общеевропейской политической истории. Европейские правители выразили готовность помочь русскому князю в войне с Юрием Долгоруким. Результатом переговоров явилось образование мощной коалиции восточноевропейских держав, враждебных Юрию — Венгрии, Польши, Чехии и Волыни, а также Смоленска и Новгорода, где княжили брат и сын Изяслава Мстиславича. Юрий принадлежал к младшей ветви рода Мономашичей и не имел близкородственных династических связей на Западе. Его контакты были сориентированы больше на южных и восточных соседей Руси, в том числе на половцев. Тем не менее его союзником стал галицкий князь Владимирко Володаревич.
Очередное столкновение между Изяславом и Юрием произошло зимой 1149 — весной 1150 года. Сражение, не выявившее победителя, произошло под Луцком. Но после семинедельной осады Луцк сдался. В Пересопнице было заключено перемирие, по условиям которого Киев оставался за Юрием, Владимир-Волынский — за Изяславом; Юрий возвращал своему племяннику право сбора дани с Новгорода Великого, а также пленников и военную добычу, захваченные Юрием в битве у Переяславля в августе 1149 года. Но обещание о возврате военной добычи Юрием не было выполнено. Условия, заключённого в Пересопнице мира, не устраивали ни Юрия, ни Изяслава, не смирившегося с потерей Киева.

## Второе вокняжение Изяслава (1150)
В начале лета 1150 года состоялся поход Изяслава Мстиславича с венгерской помощью на Киев. По пути он заехал в Поросье к чёрным клобукам, которые поддержали Изяслава и готовы были воевать против Юрия. Юрий не успел обратиться за помощью ни к своему свату Владимирку Галицкому, ни к черниговским князьям и, не имея возможности защищать Киев, он бежал. Так завершилось первое киевское княжение Юрия Долгорукого, продолжавшееся менее года, а Изяслав вернул себе «киевский стол» вокняжившись во второй раз.

## Юрий на киевском престоле во второй раз (1150—1151)
Договорившись с черниговскими князьями и с князем галицким о совместных действиях, в конце августа (или в начале сентября) 1150 года Юрий подступил к Киеву и вошёл в город. Киевляне с готовностью приняли его, опасаясь вступления союзника Юрия — Владимирко Галицкого, жестокость которого и крутой нрав были хорошо им известны. Началось второе киевское княжение Юрия Долгорукого.

## Княжение Изяслава в Киеве (1151—1154)
Зимой 1151 года Изяслав, получив вспомогательный отряд от венгерского короля Гезы II, снова выступил на Киев. Владимирко погнался за ним, но Изяслав искусным маневром обманул его и оторвался от погони. Юрий вынужден был снова покинуть Киев, а Изяслав призвал в Киев Вячеслава, заключив с ним договор на княжение в Киеве. Владимирко рассердился на нерасторопность союзников и прекратил военные действия. С этого момента и до смерти Изяслава дядя и племянник формально правили совместно (1151—1154), хотя все вопросы решались Изяславом. Юрий Долгорукий и после этого не хотел отказаться от своих прав на Киев: весной 1151 г. он переправился через Днепр, но при этом дважды потерпел поражение: под Киевом на Лыбеди и на реке Рут. Во второй битве, особенно упорной, Изяслав был ранен, а после боя едва не убит своим воином, не узнавшим князя в лицо. Приведённые сыном Изяслава Мстиславом венгры были разбиты галичанами, но задача отвлечь последних от решающего столкновения Изяслава с Юрием была выполнена. Юрий сохранил на юге только Курск, в Переяславле Изяслав посадил княжить сына Мстислава.
В 1151 году Изяслав утратил влияние в Полоцке, откуда женатого на его сестре Рогволода Борисовича изгнал минский князь Ростислав Глебович, признавший старшинство Святослава Ольговича.
В 1152 году союзные Изяславу венгры разгромили галичан на р. Сане, те запросили мира. В том же году, услыхав о разорении своего Городка, Юрий Долгорукий послал за помощью к рязанским князьям; Ростислав явился на его призыв с полками муромскими и рязанскими. Поход закончился неудачной осадой Чернигова. Изяслав с союзниками осадил Новгород-Северский и заставил Святослава Ольговича заключить мир. В 1152—1153 годах Изяслав дважды отправлял сына Мстислава с войсками против половцев, на берега Орели и Самары: в первый раз половцы были разбиты, во второй избежали столкновения.
В 1153 году Владимирко Галицкий умер. В 1153 году Изяслав нанес поражение молодому галицкому князю Ярославу Владимировичу в сражении у Теребовля, но сам понес большие потери и велел перебить пленных.
В 1153 году Юрий начал новый поход на юг, у Козельска соединился с половцами, но вернулся назад, отправив к половцам сына Глеба, чтобы привлечь большее их количество. Рязань захватил Андрей Боголюбский, но был изгнан Ростиславом с половецкой помощью.
В 1154 году после смерти Святополка Мстиславича Изяслав посадил на Волыни своего брата Владимира.

## Последующие события
После смерти Изяслава (ноябрь 1154) киевским князем по приглашению Вячеслава стал Ростислав Мстиславич. Приехавший раньше него под предлогом похорон Изяслава Мстиславича Изяслав Давыдович в Киев пущен не был. Ростислав дал Туров сыну своей сестры и племяннику Святослава Ольговича, Святославу Всеволодовичу, который первым приехал в Киев. Глеб Юрьевич вторгся в Переяславское княжество, и Ростислав с Мстиславом Изяславичем и Святославом Всеволодовичем двинулись на Чернигов, требуя от Изяслава Давыдовича отказаться от претензий на Киев. Тот вывел войска навстречу. Тем временем пришло известие из Киева о смерти Вячеслава (декабрь 1154). Ростислав не решился вступать в бой, чем вызвал негодование и отвод войск Мстиславом Изяславичем.
Получив известие о смерти Вячеслава, Юрий двинулся на юг через Смоленское княжество. Ростислав вынужден был покинуть Киев, вывести смолян навстречу дяде и заключить с ним мир (январь 1155). Изяславу, занявшему Киев, пришлось уступить его Юрию (март 1155). В Вышгороде стал править Андрей Юрьевич, в Турове — Борис Юрьевич, в Переяславле — Глеб Юрьевич, в Поросье — Василько Юрьевич.
Юрий в союзе с Ярославом галицким попытался отнять у Мстислава Изяславича сначала Луцк, а после того как Мстислав изгнал из Владимира своего дядю Владимира Мстиславича — Владимир. Обе попытки оказались неудачными, и Мстислав остался волынским князем, хотя и вынужден был под давлением Юрия уступить Дорогобуж и Пересопницу Владимиру Андреевичу (таким образом Юрий частично исполнил клятву, данную отцу Владимира Андрею Владимировичу). Ущемление прав Мстиславичей вызвало отход Ростислава Мстиславича смоленского от союза с Юрием и складывание черниговско-волынско-смоленского союза.

## Оценка
Юрий в противоположность Изяславу не может быть назван борцом за продолжение Мономаховой традиции. Изяслав сохраняет и в трудном положении своём более широкий политический кругозор. Добиваясь Киева, он пытается встать во главе всех князей русских, иметь всю братью свою и весь род свой в правду, чтобы они ездили по нём со всеми своими полками, а борьба с Юрием для него неизбежна, так как независимая и враждебная суздальская сила грозит влиянию его в Новгороде и служит опорой враждебным элементам Черниговщины…Совокупность известий о деятельности Юрия Владимировича ведёт к заключению, что у него не связывалось с обладанием киевским столом каких-либо широких положительных задач.— Пресняков А. Е. Княжое право в Древней Руси. Лекции по русской истории. Киевская Русь — М.: Наука, 1993. ISBN 5-02-009526-5.

Борьба за Киев продолжается еще долго после того, как он по существу дела потерял значение действительного центра всей Русской земли, и в этой борьбе гибнут попытки старших Мономаховичей стать местной киевской династией, гибнут, несмотря на поддержку, встреченную ими в населении. Сама Мономахова линия Рюрикова рода, широко раскинувшаяся от Волыни до Суздальщины, раскалывается на враждебные стороны в борьбе за Киев. Не хотят отказаться от него черниговские Ольговичи, ревниво следят за ним, препятствуя его усилению, особенно соединению с Волынью, и галицкие князья. В этом смысл всей борьбы за Киев после кончины Всеволода Ольговича (1146). Не вдаваясь в анализ её перипетий, отмечу только существенные её моменты. Такими можно считать: 1) стремление Мономахова потомства разграничить в свою пользу правобережное Поднепровье от Ольговичей черниговских; 2) отказ старших Мономаховичей от мечты основать в Киеве центр своего семейного владения и перенос его на Волынь; 3) отказ — после попытки Юрия Долгорукого — суздальских Мономаховичей от связи старейшинства с Киевом и переход их к политике, сходной с галицкой, политике ослабления Киевщины, которая перестает быть опорным пунктом для общерусского влияния князей, ведших более широкую политику, и 4) превращение Киева из центра в форпост Южной Руси, пока его окончательно не сломило татарское нашествие.— Пресняков А. Е. Княжое право в Древней Руси. Лекции по русской истории. Киевская Русь — М.: Наука, 1993. ISBN 5-02-009526-5.